# Glenmaggie
Glenmaggie is een plaats in de Australische deelstaat Victoria en telt 405 inwoners (2006).